# Regulation of Investigatory Powers Act 2000
Der Regulation of Investigatory Powers Act 2000 (RIP, RIPA) ist ein Gesetz, das die Telekommunikationsüberwachung im Vereinigten Königreich regelt. Es wurde in seiner ersten Fassung am 26. Juli 2000 vom Britischen Parlament verabschiedet und seitdem mehrfach erweitert.
RIPA ermächtigt die im Gesetz aufgelisteten staatlichen Stellen zu Überwachungsmaßnahmen im Dienste der nationalen Sicherheit, zum Zweck der Verbrechensbekämpfung, zum Erhalt der öffentlichen Sicherheit und Gesundheit und zum Schutz der nationalen wirtschaftlichen Interessen Großbritanniens.
Die Liste der ermächtigten staatlichen Stellen umfasst mittlerweile 792 Behörden, darunter Polizei-, Militär-, Zoll-, Gesundheits-, Schul-, Justiz- und sonstige Verwaltungsbehörden, Geheimdienste und 474 local councils (Regionalregierung, vgl. Verwaltungsgliederung Englands).
RIPA erlaubt diesen Stellen je nach ihrem Zuständigkeitsbereich
- von einem Internetdienstanbieter den Zugang zur elektronischen Kommunikation eines Kunden zu verlangen, ohne dass dieser davon erfährt;
- von einem Internetdienstanbieter die Installation technischer Einrichtungen zur Kommunikationsüberwachung zu verlangen;
- großflächige Überwachung mobiler Kommunikation;
- die Überwachung der Internetaktivitäten bestimmter Personen;
- die Existenz von Überwachungsmaßnahmen vor Gericht zu verschweigen;
- von einer Person die Herausgabe von elektronischen Schlüsseln zu verlangen und bei Weigerung Haftstrafen zu verhängen.

Besonders letztere Regelung wurde öffentlich kritisiert. Ebenfalls in der Kritik steht die Praxis vieler durch RIPA zu Überwachungsmaßnahmen ermächtigten Regionalbehörden, diese für Bagatelldelikte zu verwenden, wobei monatlich vierstellige Fallzahlen erreicht werden. Auch wurden Vorwürfe laut, die meisten Parlamentarier und Regierungsmitglieder hätten das Gesetz zum Zeitpunkt der Verabschiedung nicht ausreichend verstanden.